# Red Angel
「Red Angel」（レッド・エンジェル）は、1997年リリースのポケットビスケッツの3枚目のシングルである。

## 解説
『ウッチャンナンチャンのウリナリ!!』から誕生したポケットビスケッツ。前作に引き続きミリオンセラーを達成。同番組のエンディングテーマにも使用された。
出荷枚数は166万枚、売上枚数は109万8380枚（オリコン調べ）。
- ミュージック・ビデオの屋外部分の撮影は当時ポルトガル領のマカオで行われた（番組内で千秋はニューヨークかロンドンを、テルはマカオか日光のウェスタン村を提案していた）。
- ポケットビスケッツのシングル曲で唯一、テルとウドのコーラスがない楽曲である（ライブではテルとウドが合いの手を入れている）[1]。
- テルは前作「YELLOW YELLOW HAPPY」に引き続き、間奏でピアノソロを担当。ウドはシングル3曲目にして初めての楽器を担当、ローランド社のエレクトリックドラム（同社ではパーカッションパッドと呼称）を演奏した。
- 同年4月7日、この曲を中心としたメドレー[2]でフジテレビ系『HEY! HEY! HEY! MUSIC CHAMP』スペシャル版『HEY! HEY! HEY! MUSIC AWARDS』に生出演。普段『ウリナリ!!』と『HEY! - 』の撮影は共に日曜日で出演が叶わずにいたが、この日は生放送のため出演ができた[3]。他局の歌番組への出演は初めてであり、このことをダウンタウンの浜田雅功に問われた内村は「ミュージックステーションは裏番組だから」と答えている。当時、内村とダウンタウンは久々の共演で、メイクや交際相手について執拗にいじられていた。
- 上記のポケビが『HEY! - 』に出演する様子を、ブラビ像の販売に苦戦するデビュー前のブラックビスケッツがロケ車の中で視聴、嫉妬している様子が『ウリナリ!!』で放送された。また、翌年4月6日には「Timing」発売前のブラビが『HEY! HEY! HEY! MUSIC AWARDS Ⅱ』に出演しており、新曲の発売を賭けた勝負に負け、熱海に傷心旅行中だったポケビがそれを視聴する様子が『ウリナリ!!』で放送されている。

## 収録曲
1. Red Angel
作詞:CHIAKI&ポケットビスケッツ 作曲・編曲:パッパラー河合
2. Red Angel（オリジナルカラオケ）

## 収録アルバム
- Colorful(#1)
- THANKS(#1)
- スーパー・ベスト(#1)
- THANKS 20th Edition 〜Pocket Biscuits Single Collection+(#1)